# Carabaña
Carabaña ist ein Ort und eine Gemeinde (municipio) mit 2.352 Einwohnern (Stand: 2024) im Südosten der Autonomen Gemeinschaft Madrid. Die Gemeinde gehört zur Kulturlandschaft der Alcarria.

## Lage und Klima
Der ca. 625 m hoch gelegene Ort Carabaña liegt am Río Tajuña gut 51 km südöstlich der spanischen Hauptstadt Madrid; die sehenswerten Orte Tielmes und Valdilecha befinden sich nur etwa 8 bis 10 km westlich bzw. nordwestlich. Das Klima im Winter ist gemäßigt, im Sommer dagegen warm bis heiß; die eher geringen Niederschlagsmengen (ca. 455 mm/Jahr) fallen – mit Ausnahme der nahezu regenlosen Sommermonate – verteilt übers ganze Jahr.

## Bevölkerungsentwicklung
| Jahr      | 1857  | 1900  | 1950  | 2000  | 2019  |
| Einwohner | 1.655 | 1.962 | 2.085 | 1.118 | 2.010 |

Aufgrund der Mechanisierung der Landwirtschaft und der Aufgabe bäuerlicher Kleinbetriebe ist die Einwohnerzahl der Gemeinde trotz ihrer Lage im Großraum Madrid seit den 1950er Jahren deutlich zurückgegangen. Erst zu Beginn des 21. Jahrhunderts ist wieder ein Anstieg festzustellen.

## Wirtschaft
Jahrhundertelang lebten die Menschen in der Region als Selbstversorger; lediglich haltbare oder durch Salzen oder Trocknen haltbar gemachte Lebensmittel wie Olivenöl, Käse, Würste, Schinken, Tierhäute etc. wurden bei fahrenden Händlern gegen andere Waren eingetauscht oder verkauft. Heute ist Carabaña einer der wichtigsten Produzenten von Olivenöl in der Comunidad de Madrid.

## Geschichte
Bereits in der vorrömischen Zeit existierte hier eine Höhlensiedlung der Keltiberer. Plutarch erwähnt einen Ort mit Namen Caraca, dessen genaue Lage unbekannt ist, aber von einigen im Tal des Río Tajuna verortet wird und somit mit Carabaña identisch sein könnte; andere sehen eine Ausgrabungsstätte auf dem ca. 20 km östlich gelegenen Gebiet der Gemeinde Driebes als den gesuchten Ort an. Später gab es hier auch eine Siedlung der Westgoten, die im 8. Jahrhundert von den Mauren übernommen wurde. Im Zuge der Rückeroberung (reconquista) der Städte Toledo (1085) und Alcalá (1118) fiel auch Caravanna in die Hände der Christen, doch musste man sich Ende des 12. und zu Beginn des 13. Jahrhunderts noch mit Heeresgruppen der Almohaden auseinandersetzen. Danach kam der Ort unter die Herrschaft des Erzbischofs von Toledo; erst im Jahr 1557 erhielt er die Stadtrechte (Villazgo), gehörte aber wenig später zur Grundherrschaft der Genueser Kaufmannsfamilie Lomelín.

## Sehenswürdigkeiten

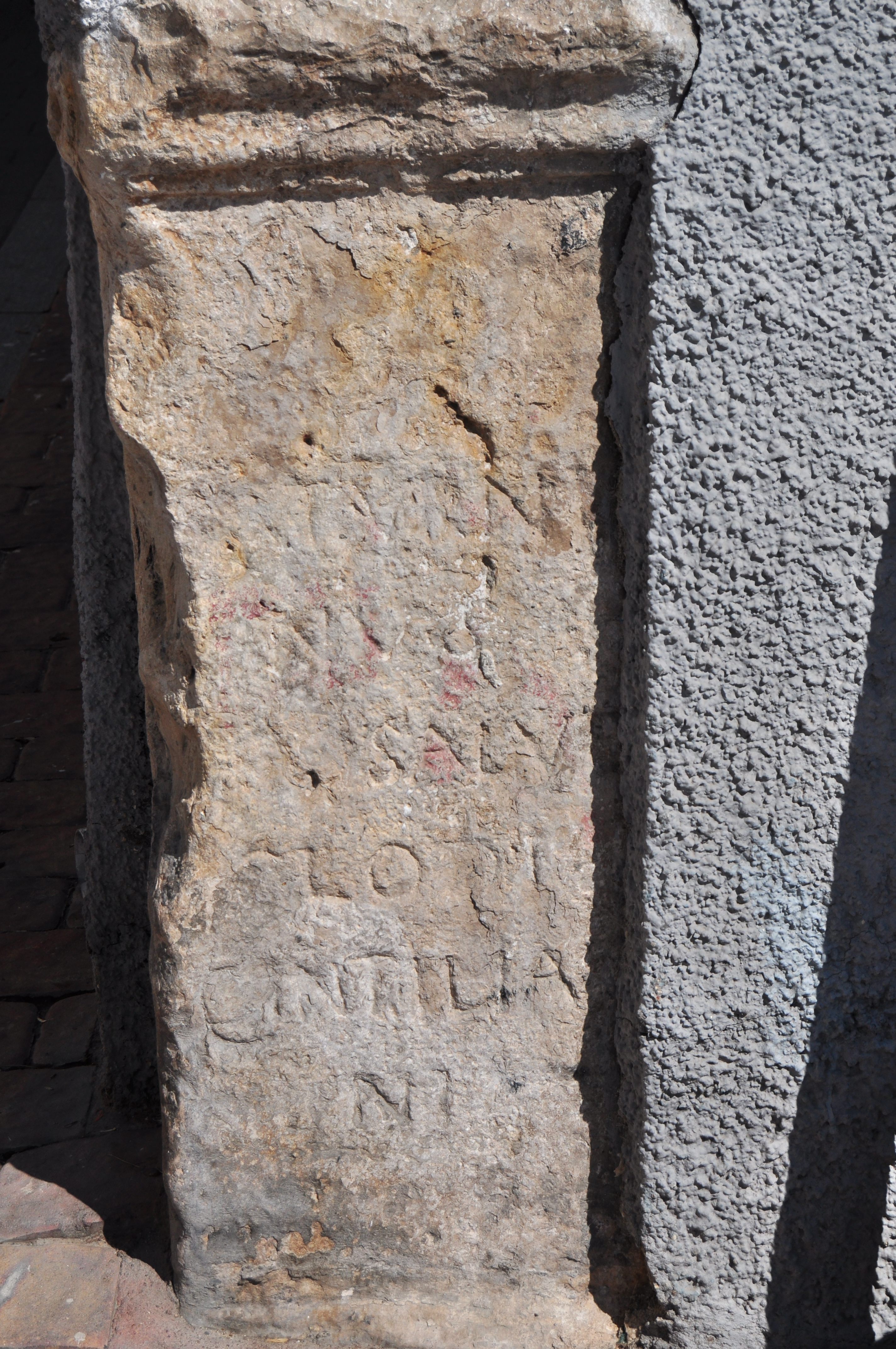
Carabaña – römischer Altarstein an der Ermita de Santa Lucía

- Die dreischiffige Mariä-Himmelfahrt-Kirche (Iglesia de la Nuestra Señora de la Asunción) entstammt dem 16. Jahrhundert. Nach der Zerstörung der Innenausstattung im Spanischen Bürgerkrieg wurde diese in den 1950er Jahren neu geschaffen; erhalten blieb lediglich ein schmuckloser Taufstein (pila bautismal) aus westgotischer Zeit.[5]
- Der auf dem Hauptplatz stehende Brunnen (fuente) wurde im 18. Jahrhundert nach Karl III. benannt.
- Der sogenannte Palacio del Virrey ist ein Ziegelstein-Bau im Mudéjar-Stil des 16. Jahrhunderts.
- Die fünfbogige Steinbrücke über den Fluss Tajuña stammt aus dem 17. Jahrhundert; einige Pfeilerfundamente datieren noch aus römischer Zeit.[6]

Umgebung
- In der Umgerbung gibt es prähistorische Höhlen.
- Etwas außerhalb des Ortes steht die Ermita de Santa Lucia.[7]